# Villiers-sur-Loir
Pour les articles homonymes, voir Villiers.
Villiers-sur-Loir est une commune française située dans le département de Loir-et-Cher en région Centre-Val de Loire.
Le gentilé est Villiersois.

## Géographie

### Localisation
À vol d'oiseau, la commune est située à 5,4 km au nord-ouest de Vendôme, à 2,8 km de Naveil, à 3,2 km de Thoré-la-Rochette, à 4,3 km de Mazangé et à 5,0 km d'Azé.
À l'intérieur de la métropole, la commune la plus éloignée de Villiers-sur-Loir est Bonifacio, à 960,8 km (distance à vol d'oiseau).
Villiers est le nom ou partie de nom de 51 communes françaises.
Le territoire de la commune est limitrophe de ceux de cinq autres communes :
| Mazangé           | Azé               | Vendôme |
| Thoré-la-Rochette | Villiers-sur-Loir | Vendôme |
| Thoré-la-Rochette | Naveil            | Naveil  |

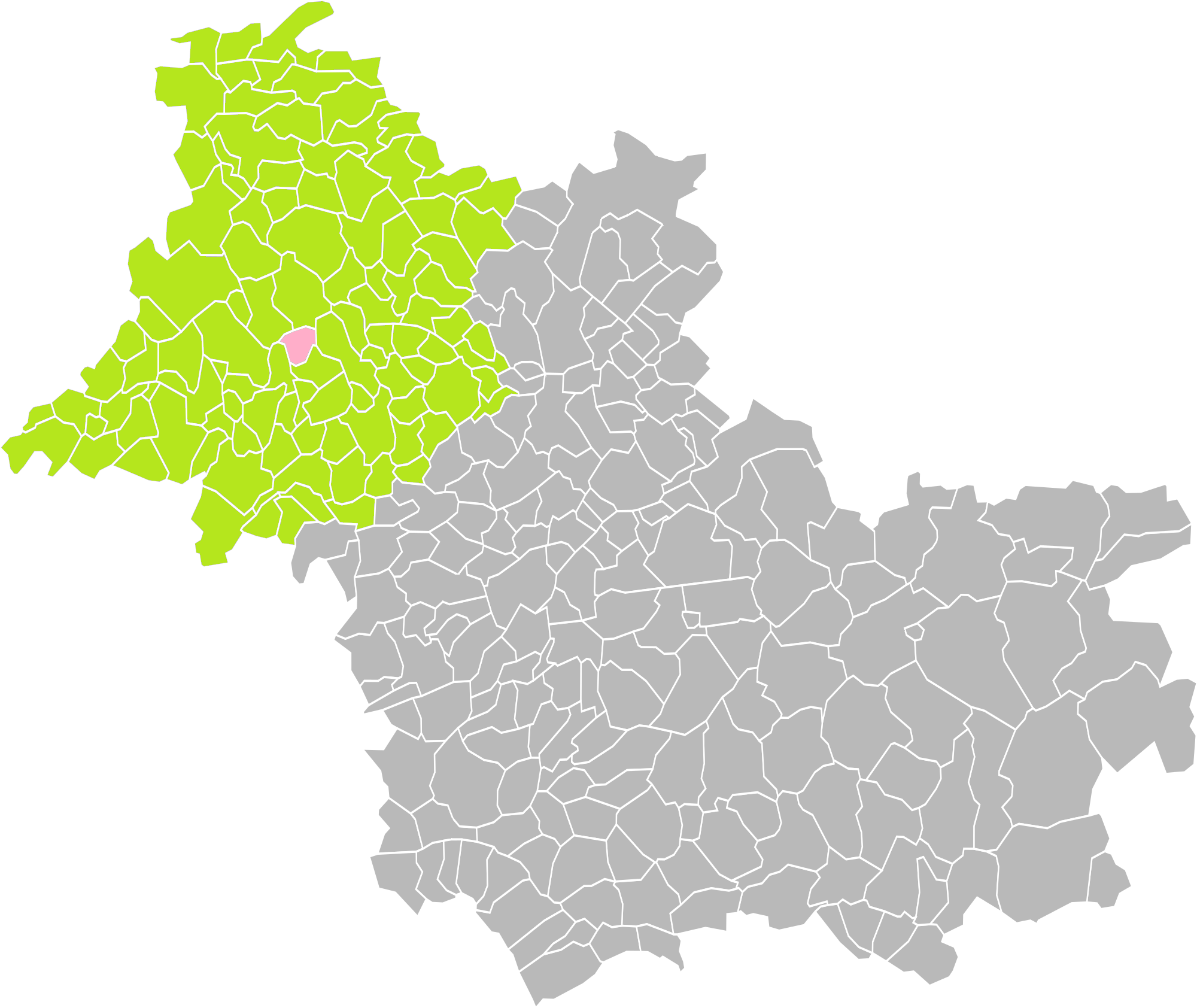
Localisation de la commune dans l'arrondissement de Vendôme (Loir-et-Cher).
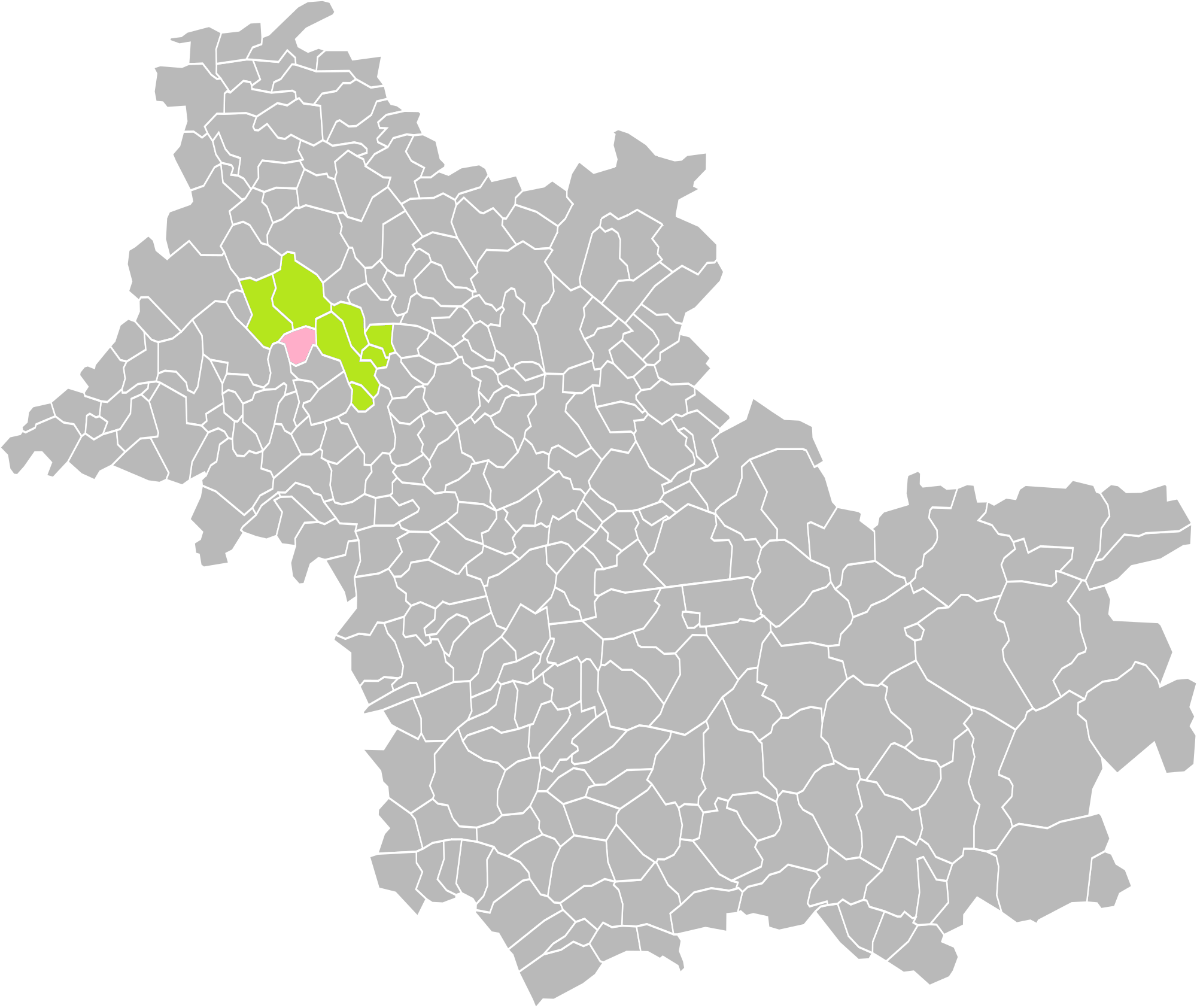
Localisation de la commune dans le canton de Vendôme (Loir-et-Cher).
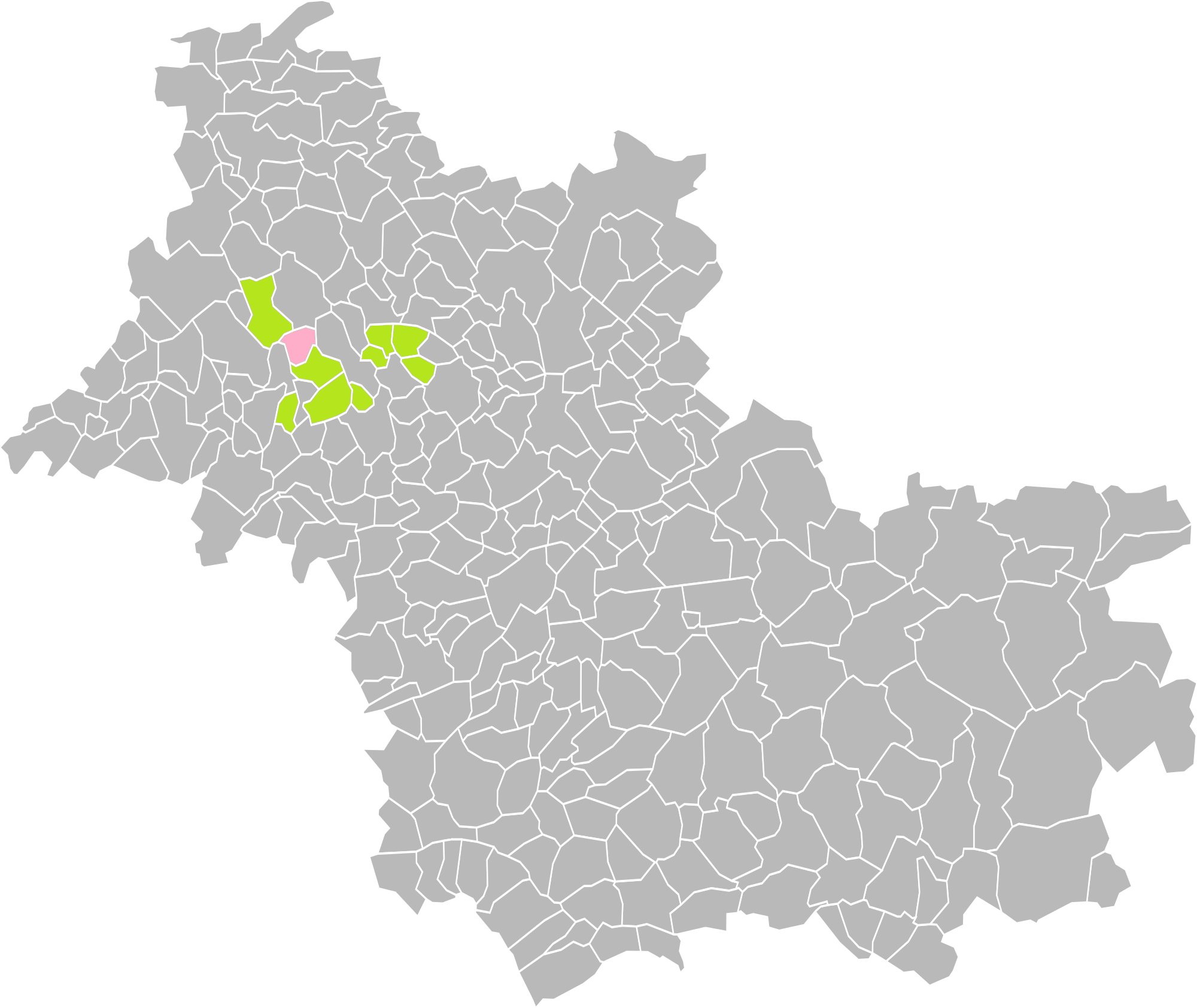
Localisation de la commune dans la communauté de communes du Vendômois rural (Loir-et-Cher).

### Géologie et relief
La superficie de la commune est de 1 000 hectares ; son altitude varie de 70  à   141 mètres.

### Hydrographie
Le Loir forme la limite naturelle (2,8 km) entre Villiers-sur-Loir et Thoré-la-Rochette. Cette rivière peut être traversée au pont de Chantereine : en bois jusqu'en 1904, le pont fut remplacé par un pont métallique puis par le pont actuel, en béton, inauguré en 1984.

### Voies de communication et transports
Le territoire communal est desservi par les routes départementales 5, 67 et 957.
La commune est traversée par la ligne LGV Atlantique (branche Aquitaine) et abrite la gare TGV de Vendôme-Villiers-sur-Loir.

### Climat
Pour des articles plus généraux, voir Climat du Centre-Val de Loire et Climat de Loir-et-Cher.
En 2010, le climat de la commune est de type climat océanique dégradé des plaines du Centre et du Nord, selon une étude du CNRS s'appuyant sur une série de données couvrant la période 1971-2000. En 2020, Météo-France publie une typologie des climats de la France métropolitaine dans laquelle la commune est exposée à un climat océanique altéré et est dans la région climatique Moyenne vallée de la Loire, caractérisée par une bonne insolation (1 850 h/an) et un été peu pluvieux.
Pour la période 1971-2000, la température annuelle moyenne est de 11,4 °C, avec une amplitude thermique annuelle de 13,7 °C. Le cumul annuel moyen de précipitations est de 725 mm, avec 11,2 jours de précipitations en janvier et 7 jours en juillet. Pour la période 1991-2020, la température moyenne annuelle observée sur la station météorologique de Météo-France la plus proche, « Blois », sur la commune de Villefrancœur à 21 km à vol d'oiseau, est de 11,8 °C et le cumul annuel moyen de précipitations est de 641,4 mm,. Pour l'avenir, les paramètres climatiques de la commune estimés pour 2050 selon différents scénarios d'émission de gaz à effet de serre sont consultables sur un site dédié publié par Météo-France en novembre 2022.

## Urbanisme

### Typologie
Au 1er janvier 2024, Villiers-sur-Loir est catégorisée bourg rural, selon la nouvelle grille communale de densité à sept niveaux définie par l'Insee en 2022.
Elle est située hors unité urbaine. Par ailleurs la commune fait partie de l'aire d'attraction de Vendôme, dont elle est une commune de la couronne,. Cette aire, qui regroupe 57 communes, est catégorisée dans les aires de moins de 50 000 habitants,.

## Toponymie
En 1190, il est fait mention de l'église de Villeriis. Entre le XIe et le XVIIe siècle (carte de Cassini), le nom évolue également en Villariis, Villers, Villius.
Villiers-sur-Loir devint le nom officiel de la commune peu après la fin de la Première Guerre mondiale, par un décret du 25 décembre 1918, permettant ainsi une différenciation avec ses nombreuses communes homonymes.

### Voies
À Villiers, c'est en 1972 qu'on dénomma les rues.
| 50 odonymes recensés à Villiers-sur-Loir au 30 mars 2014    | 50 odonymes recensés à Villiers-sur-Loir au 30 mars 2014 | 50 odonymes recensés à Villiers-sur-Loir au 30 mars 2014 | 50 odonymes recensés à Villiers-sur-Loir au 30 mars 2014 | 50 odonymes recensés à Villiers-sur-Loir au 30 mars 2014 | 50 odonymes recensés à Villiers-sur-Loir au 30 mars 2014 | 50 odonymes recensés à Villiers-sur-Loir au 30 mars 2014 | 50 odonymes recensés à Villiers-sur-Loir au 30 mars 2014 | 50 odonymes recensés à Villiers-sur-Loir au 30 mars 2014 | 50 odonymes recensés à Villiers-sur-Loir au 30 mars 2014 | 50 odonymes recensés à Villiers-sur-Loir au 30 mars 2014 | 50 odonymes recensés à Villiers-sur-Loir au 30 mars 2014 | 50 odonymes recensés à Villiers-sur-Loir au 30 mars 2014 | 50 odonymes recensés à Villiers-sur-Loir au 30 mars 2014 | 50 odonymes recensés à Villiers-sur-Loir au 30 mars 2014 | 50 odonymes recensés à Villiers-sur-Loir au 30 mars 2014 | 50 odonymes recensés à Villiers-sur-Loir au 30 mars 2014 | 50 odonymes recensés à Villiers-sur-Loir au 30 mars 2014 | 50 odonymes recensés à Villiers-sur-Loir au 30 mars 2014 |
| Allée                                                       | Ave.                                                     | Bld                                                      | Carr.                                                    | Chemin                                                   | Cité                                                     | Clos                                                     | Imp.                                                     | Pass.                                                    | Place                                                    | Pont                                                     | Rampe                                                    | Route                                                    | Rue                                                      | Ruelle                                                   | Square                                                   | Tertre                                                   | Autres                                                   | Total                                                    |
| ----------------------------------------------------------- | -------------------------------------------------------- | -------------------------------------------------------- | -------------------------------------------------------- | -------------------------------------------------------- | -------------------------------------------------------- | -------------------------------------------------------- | -------------------------------------------------------- | -------------------------------------------------------- | -------------------------------------------------------- | -------------------------------------------------------- | -------------------------------------------------------- | -------------------------------------------------------- | -------------------------------------------------------- | -------------------------------------------------------- | -------------------------------------------------------- | -------------------------------------------------------- | -------------------------------------------------------- | -------------------------------------------------------- |
| 1                                                           | 5                                                        | 0                                                        | 0                                                        | 0                                                        | 0                                                        | 0                                                        | 1                                                        | 0                                                        | 1                                                        | 0                                                        | 0                                                        | 0                                                        | 39                                                       | 1                                                        | 0                                                        | 0                                                        | 2                                                        | 50                                                       |
| Notes « N »                                                 | Notes « N »                                              | 1. 2. 3. 4. 5. 6. 7.                                     | 1. 2. 3. 4. 5. 6. 7.                                     | 1. 2. 3. 4. 5. 6. 7.                                     | 1. 2. 3. 4. 5. 6. 7.                                     | 1. 2. 3. 4. 5. 6. 7.                                     | 1. 2. 3. 4. 5. 6. 7.                                     | 1. 2. 3. 4. 5. 6. 7.                                     | 1. 2. 3. 4. 5. 6. 7.                                     | 1. 2. 3. 4. 5. 6. 7.                                     | 1. 2. 3. 4. 5. 6. 7.                                     | 1. 2. 3. 4. 5. 6. 7.                                     | 1. 2. 3. 4. 5. 6. 7.                                     | 1. 2. 3. 4. 5. 6. 7.                                     | 1. 2. 3. 4. 5. 6. 7.                                     | 1. 2. 3. 4. 5. 6. 7.                                     | 1. 2. 3. 4. 5. 6. 7.                                     | 1. 2. 3. 4. 5. 6. 7.                                     |
| Sources : rue-ville.info & perche-gouet.net & OpenStreetMap |                                                          |                                                          |                                                          |                                                          |                                                          |                                                          |                                                          |                                                          |                                                          |                                                          |                                                          |                                                          |                                                          |                                                          |                                                          |                                                          |                                                          |                                                          |

## Histoire
L'histoire la plus ancienne du village et des familles nobles ayant eu Villiers parmi leurs possessions est retracée dans le remarquable ouvrage de Raoul de Saint-Venant (1845-1927): le Dictionnaire du Vendômois, publié de 1912 à 1917 sous les auspices de la société archéologique dont il était encore président. Pour Villiers, tome 4 pages 291 et suivantes (vue en ligne 147 et suivantes).
Villiers-sur-Loir a fait partie des peu nombreuses communes restées attachées aux valeurs républicaines dès le coup d'État de décembre 1851 de Louis-Napoléon Bonaparte et des plébiscites du même mois qui débouchent sur l'instauration du second empire et l'abolition de la République. À l'origine de cette forte implantation locale du courant républicain, se trouvaient, dès 1851, des hommes comme le docteur Silly (1808-1892), et d'autres comme l'instituteur de Villiers, Jean-Baptiste Michel Launay (1817-1897) révoqué pour ses idées et activités politiques (il resta à Villiers où il exerça la profession d'arpenteur) ou bien encore René-Claude Noulin (1809-1893), cabaretier à Naveil et qui fut déporté en Algérie pour les mêmes raisons. Leur influence fera que la commune de Villiers-sur-Loir sera la seule, du canton à voter "non" à 64 % lors du plébiscite de 1870.
La commune de Villiers-sur-Loir, comme beaucoup d'autres de la région, a durement souffert de la guerre de 1870-1871. Cette triste période, les souffrances de la population et les batailles livrées dans les alentours immédiats, ont été rapportées et décrites par Henri Mésange, ancien maire et membre de la Société archéologique, scientifique et littéraire du Vendômois dans un article paru en 1978 dans la revue de ladite société (pages 47 à 64).
37 Villiersois sont morts pour la France au cours de la guerre 1914-1918 et 4 au cours de la guerre 1939-1945.

## Politique et administration

### Administration municipale
Le nombre d'habitants au dernier recensement étant compris entre 500 et 1 499, le nombre de membres du conseil municipal est de 15.

### Liste des maires
| Période                                  | Période  | Identité              | Étiquette | Qualité                                                         |
| ---------------------------------------- | -------- | --------------------- | --------- | --------------------------------------------------------------- |
| Les données manquantes sont à compléter. |          |                       |           |                                                                 |
| 1792                                     | 1792     | Jouin                 |           | Officier public                                                 |
| 1792                                     | 1793     | Louis Bonnet          |           |                                                                 |
| 1793                                     | an VIII  | Philippe Bonnet       |           | Adjoint faisant fonctions                                       |
| an VIII                                  | an XIII  | G. Brillard           |           |                                                                 |
| an XIII                                  | 1830     | Charles-Paul Blondel  |           |                                                                 |
| 1830                                     | 1843     | Charles-Aimé Marganne |           |                                                                 |
| 1843                                     | 1852     | Pierre-Jean Chaillou  |           |                                                                 |
| 1852                                     | 1858     | de Waresquiel         |           |                                                                 |
| 1858                                     | 1865     | Vincent Gaillard      |           |                                                                 |
| 1865                                     | 1873     | Ernest Fortier        |           |                                                                 |
| 1874                                     | 1876     | Henri Malangeau       |           |                                                                 |
| 1876                                     | 1882     | Ernest Fortier        |           | Conseiller général de Selommes                                  |
| 1882                                     | 1890     | Ernest Fillon         |           |                                                                 |
| 1890                                     | 1892     | Alphonse Rivière      |           | Conseiller général, député                                      |
| 1892                                     | 1912     | Auguste Noël          |           |                                                                 |
| 1912                                     | 1919     | Louis Chaillou        |           |                                                                 |
| 1919                                     | 1925     | Pierre Renard         |           |                                                                 |
| 1925                                     | 1935     | Léonard Vergeot       |           |                                                                 |
| 1935                                     | 1937     | Marius Mory           |           |                                                                 |
| 1937                                     | 1942     | Louis Besnard-Ferron  |           | Conseiller général, député Révoqué par le Gouvernement de Vichy |
| 1942                                     | 1959     | Gaston Rivière        |           |                                                                 |
| 1959                                     | 1971     | Louis Gatien          |           |                                                                 |
| 1971                                     | 1977     | André Valleroy        |           |                                                                 |
| 1977                                     | 1989     | Henri Mésange         |           |                                                                 |
| 1989                                     | 1995     | Gaston Pezière        |           |                                                                 |
| 1995                                     | 2008     | Paul Ladevie          |           |                                                                 |
| 2008                                     | 2014     | Henri Burgos          |           |                                                                 |
| mars 2014                                | mai 2020 | Jean-Yves Menard      |           | Retraité salarié du secteur privé                               |
| mai 2020                                 | En cours | Albert Pigoreau,      | DVD       | Ancienne profession intermédiaire                               |

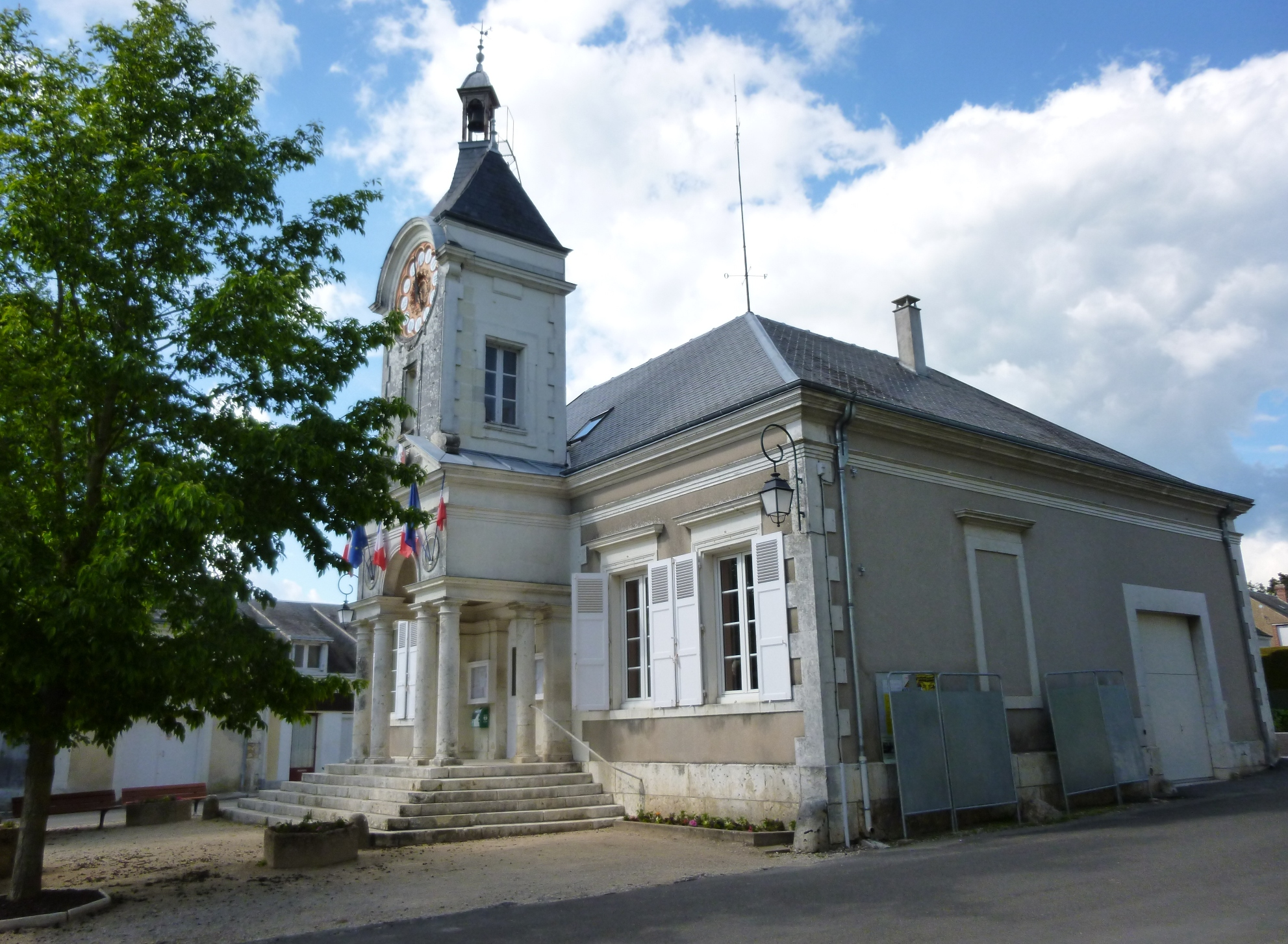
Mairie, vue de la place.

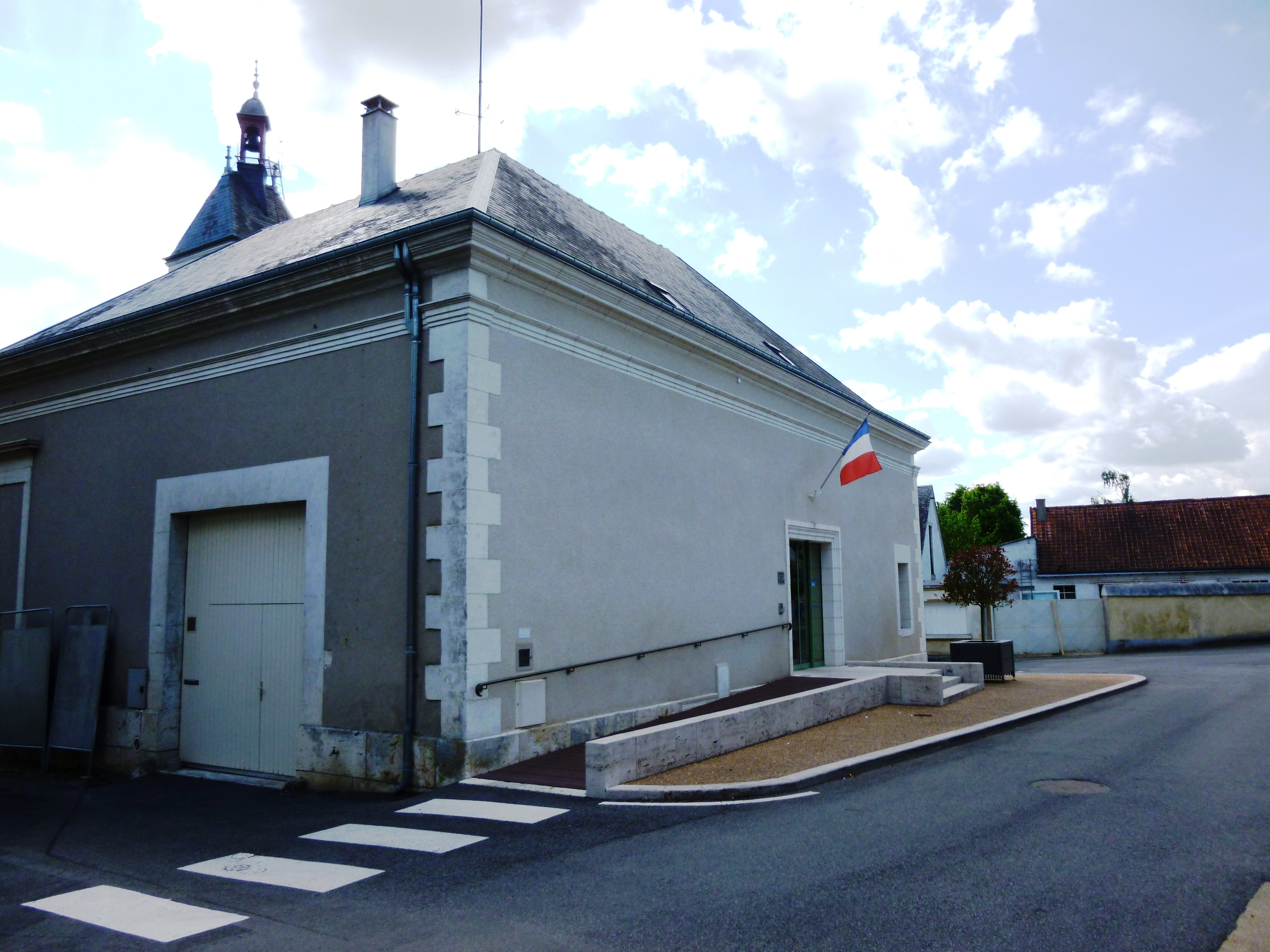
Mairie, nouvelle entrée depuis avril 2010.

Depuis le 1er janvier 2017, la commune de Villiers sur Loir est rattachée à l'intercommunalité dénommée « Territoires vendômois » qui regroupe 66 communes et plus de 55 000 habitants.

## Population et société

### Démographie

#### Évolution démographique
L'évolution du nombre d'habitants est connue à travers les recensements de la population effectués dans la commune depuis 1793. Pour les communes de moins de 10 000 habitants, une enquête de recensement portant sur toute la population est réalisée tous les cinq ans, les populations de référence des années intermédiaires étant quant à elles estimées par interpolation ou extrapolation. Pour la commune, le premier recensement exhaustif entrant dans le cadre du nouveau dispositif a été réalisé en 2004.

En 2022, la commune comptait 1 115 habitants, en évolution de −1,15 % par rapport à 2016 (Loir-et-Cher : −1,15 %, France hors Mayotte : +2,11 %).
| 1793  | 1800  | 1806  | 1821  | 1831  | 1836  | 1841  | 1846  | 1851  |
| ----- | ----- | ----- | ----- | ----- | ----- | ----- | ----- | ----- |
| 1 173 | 1 243 | 1 243 | 1 288 | 1 308 | 1 342 | 1 409 | 1 427 | 1 386 |

| 1856  | 1861  | 1866  | 1872  | 1876  | 1881  | 1886  | 1891  | 1896  |
| ----- | ----- | ----- | ----- | ----- | ----- | ----- | ----- | ----- |
| 1 355 | 1 350 | 1 358 | 1 346 | 1 311 | 1 273 | 1 272 | 1 138 | 1 097 |

| 1901  | 1906  | 1911 | 1921 | 1926 | 1931 | 1936 | 1946 | 1954 |
| ----- | ----- | ---- | ---- | ---- | ---- | ---- | ---- | ---- |
| 1 028 | 1 038 | 955  | 873  | 827  | 806  | 802  | 798  | 844  |

| 1962 | 1968 | 1975 | 1982 | 1990 | 1999  | 2004  | 2006  | 2009  |
| ---- | ---- | ---- | ---- | ---- | ----- | ----- | ----- | ----- |
| 756  | 766  | 824  | 997  | 976  | 1 190 | 1 209 | 1 242 | 1 195 |

| 2014  | 2019  | 2022  | - | - | - | - | - | - |
| ----- | ----- | ----- | - | - | - | - | - | - |
| 1 140 | 1 120 | 1 115 | - | - | - | - | - | - |

#### Pyramide des âges
La population de la commune est relativement âgée.
En 2018, le taux de personnes d'un âge inférieur à 30 ans s'élève à 27,8 %, soit en dessous de la moyenne départementale (31,3 %). À l'inverse, le taux de personnes d'âge supérieur à 60 ans est de 30,6 % la même année, alors qu'il est de 31,6 % au niveau départemental.
En 2018, la commune comptait 549 hommes pour 576 femmes, soit un taux de 51,2 % de femmes, légèrement inférieur au taux départemental (51,45 %).
Les pyramides des âges de la commune et du département s'établissent comme suit.
| Hommes | Classe d’âge | Femmes |
| ------ | ------------ | ------ |
| 0,9    | 90 ou +      | 1,6    |
| 9,5    | 75-89 ans    | 11,0   |
| 18,8   | 60-74 ans    | 19,4   |
| 26,1   | 45-59 ans    | 28,1   |
| 16,6   | 30-44 ans    | 12,4   |
| 14,3   | 15-29 ans    | 14,0   |
| 13,7   | 0-14 ans     | 13,6   |

| Hommes | Classe d’âge | Femmes |
| ------ | ------------ | ------ |
| 1,1    | 90 ou +      | 2,6    |
| 9,2    | 75-89 ans    | 11,9   |
| 19,7   | 60-74 ans    | 20,4   |
| 20,7   | 45-59 ans    | 20     |
| 16,5   | 30-44 ans    | 16,2   |
| 15,2   | 15-29 ans    | 13,2   |
| 17,6   | 0-14 ans     | 15,7   |

### Enseignement
La commune de Villiers-sur-Loir dépend de l'académie d'Orléans-Tours et de l'Inspection académique de Loir-et-Cher. Elle administre une école maternelle et une école élémentaire communales.
Ernest Fortier, riche notable, achète en 1854 une closerie qu'il agrandit en 1855, mais ruiné, il quitte la commune en 1885. La commune achète la closerie en 1889 et la transforme en école qui est inaugurée les 6 et 7 septembre 1891. En 1968, l'école est agrandie durant la mandature de Louis Gatien dont le nom sera donné à l'école. En 2001, elle est encore agrandie (cantine et garderie) et la bibliothèque municipale prend place dans ce nouveau bâtiment.

### Santé
Hôpital et clinique à Vendôme.
Médecins généralistes à Vendôme et bourgs environnants. Pharmacie à Mazangé et Vendôme.

## Économie
Viticulure : 2 appellations sont autorisées sur le territoire de Villiers-sur-Loir :
- le Coteaux du Vendômois est un label français AOC (Appellation d'Origine Contrôlée) et un label européen AOP (appellation d'origine protégée). C'est un vin tranquille et sec, produit en blanc (cépage Chenin), gris (cépage pineau d'Aunis) et rouge (cépages pineau d'Aunis pour au moins 50 %, pinot noir, cabernet ou gamay). Une petite partie du blanc est récoltée en vendanges tardives pour produire un blanc moelleux ;
- le Val de Loire est un label européen IGP (Indication Géographique Protégée). À noter que le label IGP remplace le label VDP (Vin De Pays) depuis 2009. Il possède également la mention « régional ». La mention « Régional » signifie que l’IGP possède l'aire légale de production du vin la plus vaste possible, celle de « Val de Loire » regroupant 14 départements. Ce vin est produit en blanc, rosé et rouge (vins secs et tranquilles).
Une étude sur l'économie du Vendômois au XVIIIe siècle indique que si la viticulture a été présente dès le Moyen Âge dans la région et a longtemps pris une place très importante dans la région de Vendôme, son importance a ensuite diminué au cours du XVIIIe siècle et que « à Villiers, paroisse la plus viticole de l’arrondissement, l'enquête de l'an X (1802) ne mentionne que 260 arpents de vigne (soit 215 ha) contre 550 septrées de terres labourables (341 ha) et 48 quartiers de pré (10 ha). Le premier cadastre, établi pendant l’Empire, indique de même que les vignes n’occupent que 30 % du terroir, contre 53 % pour les terres labourables ».

## Culture locale et patrimoine

### Lieux et monuments

#### Monuments historiques
L'église Saint-Hilaire est classée depuis le 2 septembre 1994
Cette église paroissiale dédiée à saint Hilaire est aussi placée sous le vocable de saint Gilles. Elle a été construite au XIIe siècle et  fut complètement remaniée après la période troublée de la guerre de cent ans, aux XVe et XVIe siècles. Un clocheton en forme de poivrière surplombe l’édifice. Il succède à une flèche plus élevée et plus large détruite par un ouragan en 1836 et qui contenait deux cloches de taille différente.  Les deux chapelles latérales : chapelle de la Vierge au nord, chapelle Saint-Jacques au sud datent du XVIe siècle. Les vitraux se trouvant dans ces deux chapelles furent offerts par la famille Du Petit Thouars à la fin du XIXe siècle et début XXe siècle. Deux cimetières se trouvaient près de l'église : le « vieux » cimetière au nord et le cimetière Saint-Jacques au sud. Le cimetière actuel date de 1810. Le monument aux morts y fut élevé en 1923.
La nef présente de remarquables peintures murales du XVIe siècle. Elles ont été découvertes puis dégagées dans les années 1920 par le peintre Eugène Canivet, chargé de refaire l'intérieur de l'église.
- une représentation murale du Dit des trois morts et des trois vifs : trois jeunes gentilshommes, qui chassent au faucon, sont interpellés près d'un cimetière par trois morts, qui leur rappellent la brièveté de la vie et l'importance du salut de leur âme.
- un Saint Christophe inachevé de très grande taille.
- Sainte Barbe représentée près d'une tour dans laquelle son père l'aurait fait enfermer pour l'empêcher de se convertir au christianisme.
- Un saint chevalier casqué (Saint-Louis ?) et un évêque (Saint-Hilaire ?)
- Saint Éloi, qui coupe le pied d'un cheval rétif, le ferre et le remet en place.

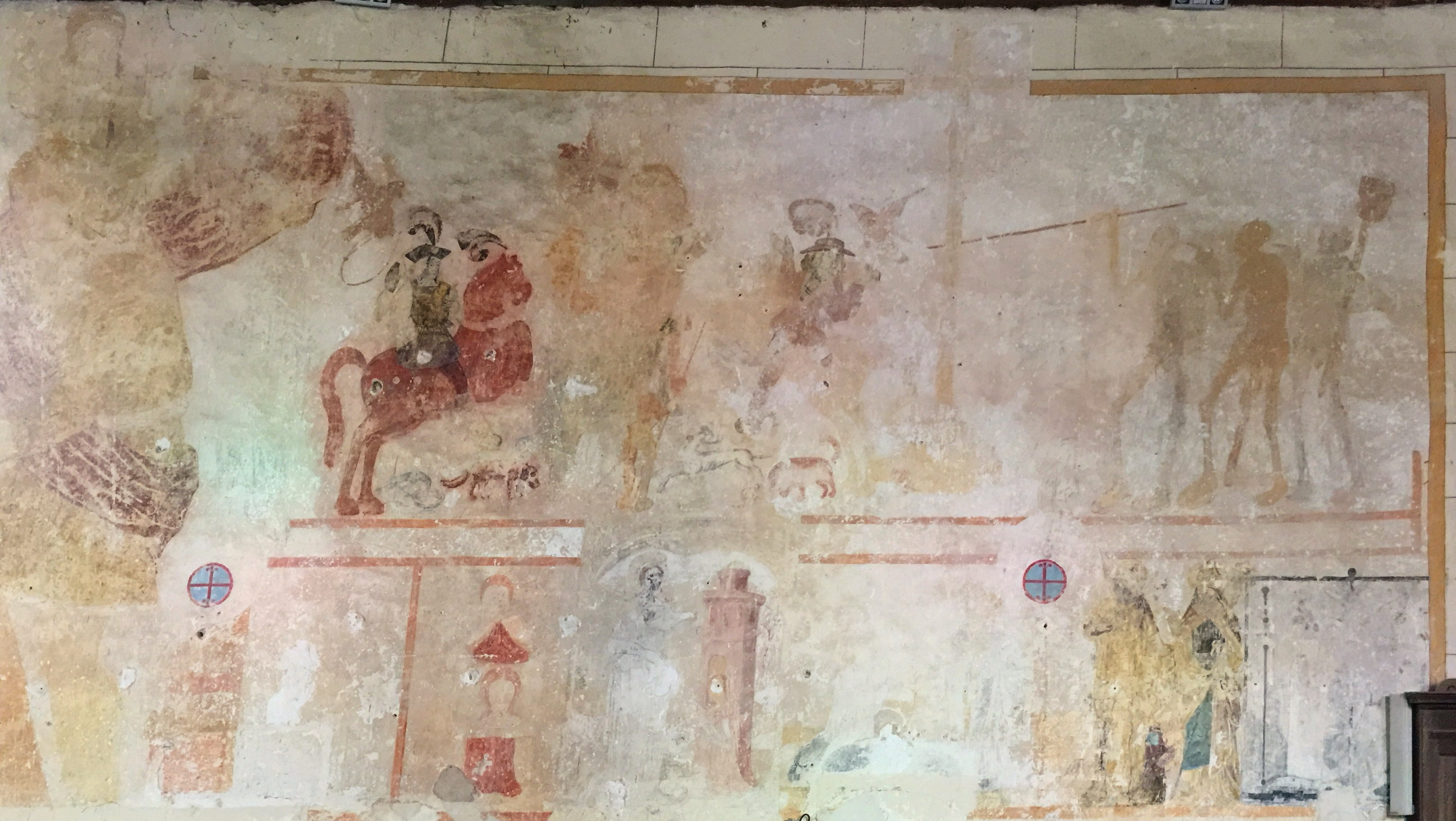
Le Dit des trois morts et des trois vifs
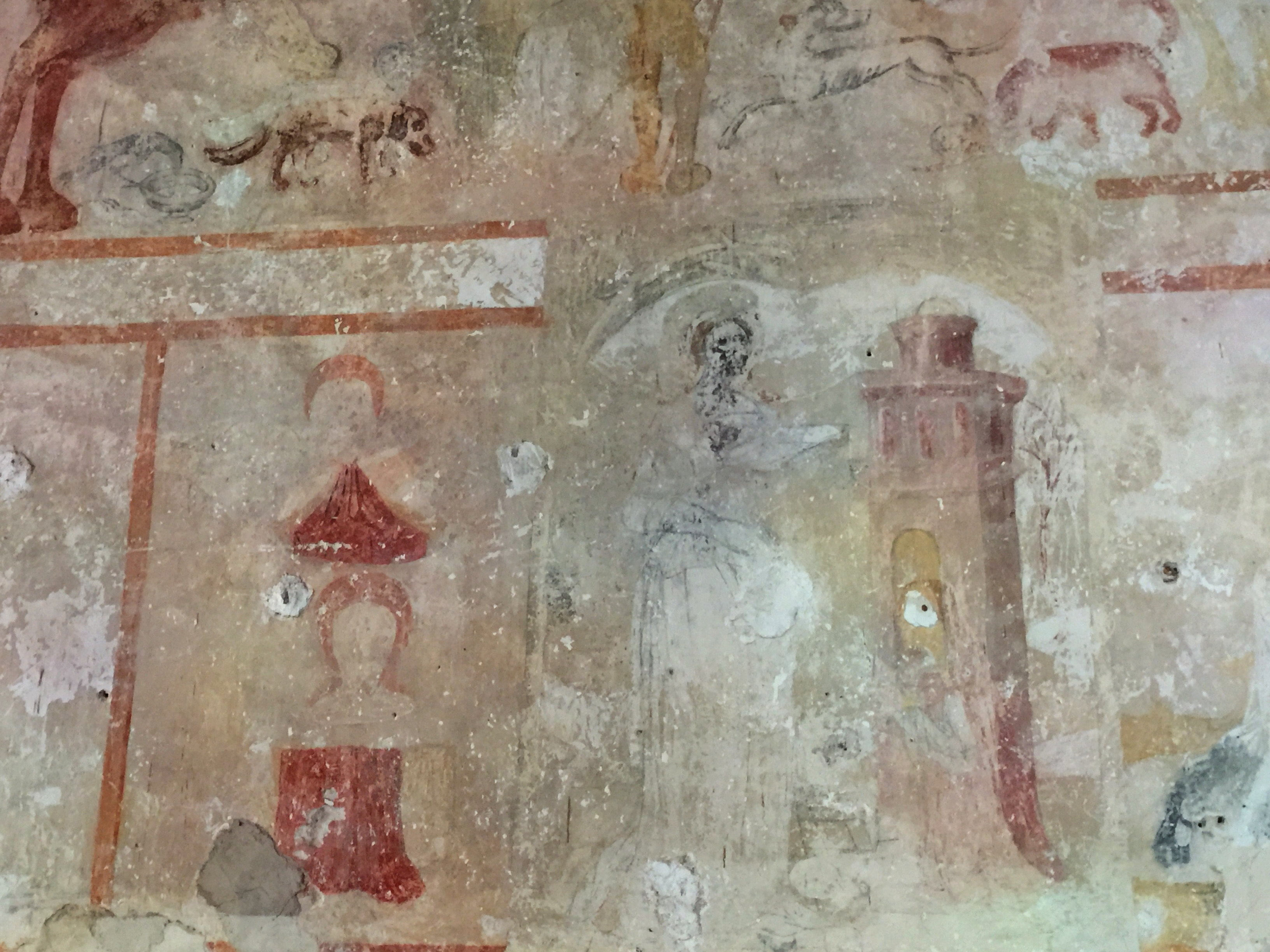
Sainte Barbe et la tour
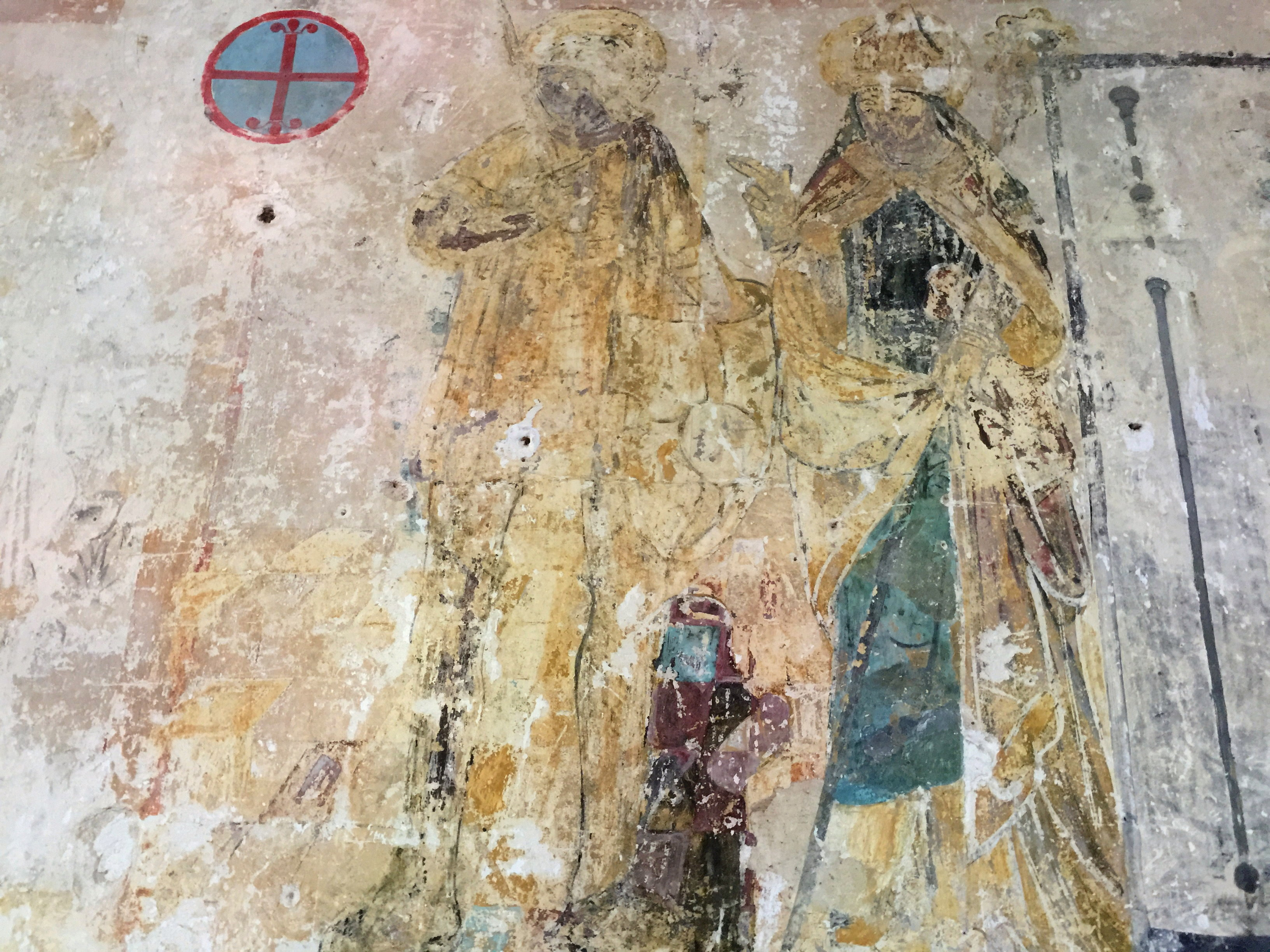
Saint chevalier et évêque

À l'intérieur de cette église, de nombreux objets sont « classés » :
- statue : Saint André
- bâton de procession de confrérie : Saint Vincent
- ornement : étole, manipule, voile de calice
- autel, deux gradins d'autel, tabernacle, retable, tableau : Jésus rappelant à ses parents, la Vierge et saint Joseph, sa mission divine, quatre statues (maître-autel)
- banc d’œuvre
- statue : Christ en croix
- statue : saint Jacques
- retable de la chapelle Saint-Jacques
- stalles (jouées de)
- clôture de chœur (table de communion)
- lutrin (aigle-lutrin)
- peintures monumentales de la nef : dit des trois morts et des trois vifs (le), saint Christophe, scène de la vie de saint Éloi
- console
- devant d'autel
- stalles
- cabinet
- deux sièges de célébrant (siège d'officiant)
- vantail de la porte de la sacristie
- chasuble, deux dalmatiques : l'Arbre de Jessé, scènes de la vie du Christ et de la Vierge.

#### Autres lieux et monuments
La mairie, construite sur les plans de l'architecte E. Marganne, est inaugurée le 31 août 1862. Sa construction fut financée par Ernest Fortier (de son vrai nom Chrictot) (1822-1890) qui sera maire de 1865 à 1882. La place devant la mairie porte son nom. Un campanile fut ajouté en 1904. Une horloge monumentale de 2 mètres de diamètre y fut installée. Elle remplaça celle qui était au pignon de l'église.[réf. nécessaire]
L'actuelle place Fortier, précédemment nommée place Saint-Jacques, était occupée jusqu'en 1815 par un cimetière.[réf. nécessaire]
Le jacquemart a été réalisé en 1992 par Alain Henry, dinandier de Villiers, aidé par Bernard Delagrange, dinandier de Bourges. Il évoque la légende du « Trou du serpent » et n'est plus animé en 2016.[réf. nécessaire]
Jusqu'à la fin du XIXe siècle, l'accès au château de la Vallée se faisait par une longue allée d'honneur créée en 1871 par la propriétaire du domaine. À la fin du XXe siècle, la commune achète une partie de cette allée qu'elle transforme en lieu de promenade.[réf. nécessaire]
Le château de la Vallée a été le lieu de résidence de plusieurs familles nobles du XVIIe au XXe siècle. Il est acquis en 1947 par la commune de Stains (Seine-Saint-Denis) pour y loger une colonie de vacances, qui porte le nom de l'écrivain, journaliste et homme politique Paul Vaillant-Couturier.[réf. nécessaire]
Le coteau Saint-André, orienté plein sud, abrité des vents du nord et à proximité de la rivière, a été creusé par l'homme, au cours des siècles, pour en faire un refuge, des habitations, des caves et un lieu d'extraction de pierres de construction. Ces caves étant à température constante (15°), elles ont servi et servent encore d'habitations et de lieu idéal pour la conservation du vin. Ces nombreuses carrières ont fourni des pierres de tuffeau de différentes qualités. L'extraction de ces pierres cessa vers 1910. Certaines caves devinrent des champignonnières. En 1976, l'une d'elles reste ouverte au public.[réf. nécessaire]

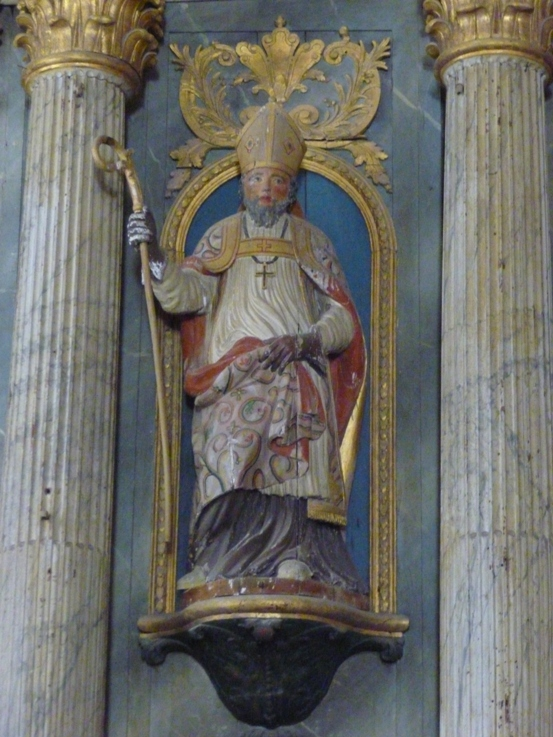
Saint Hilaire.
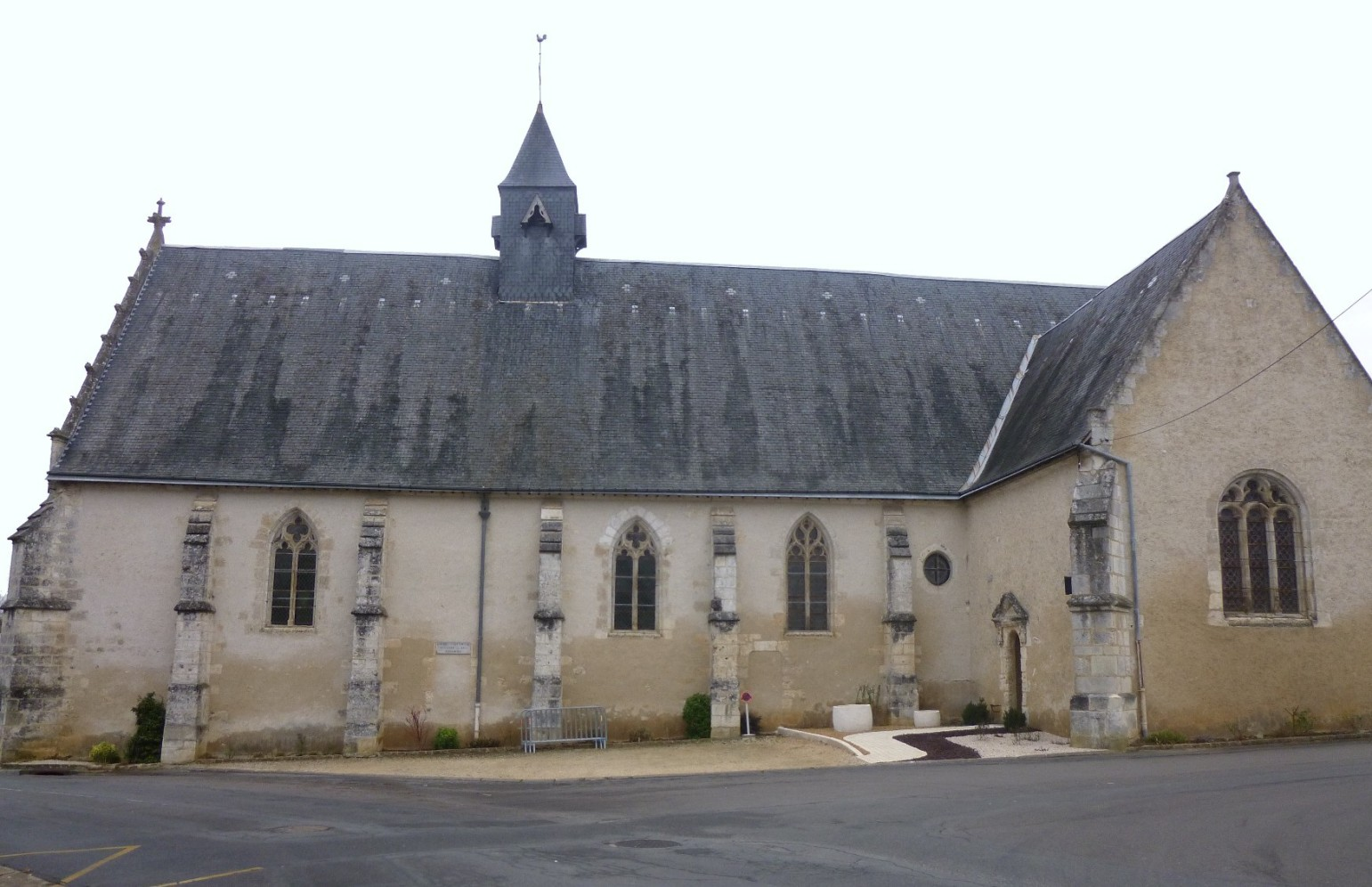
Côté sud de l'église.
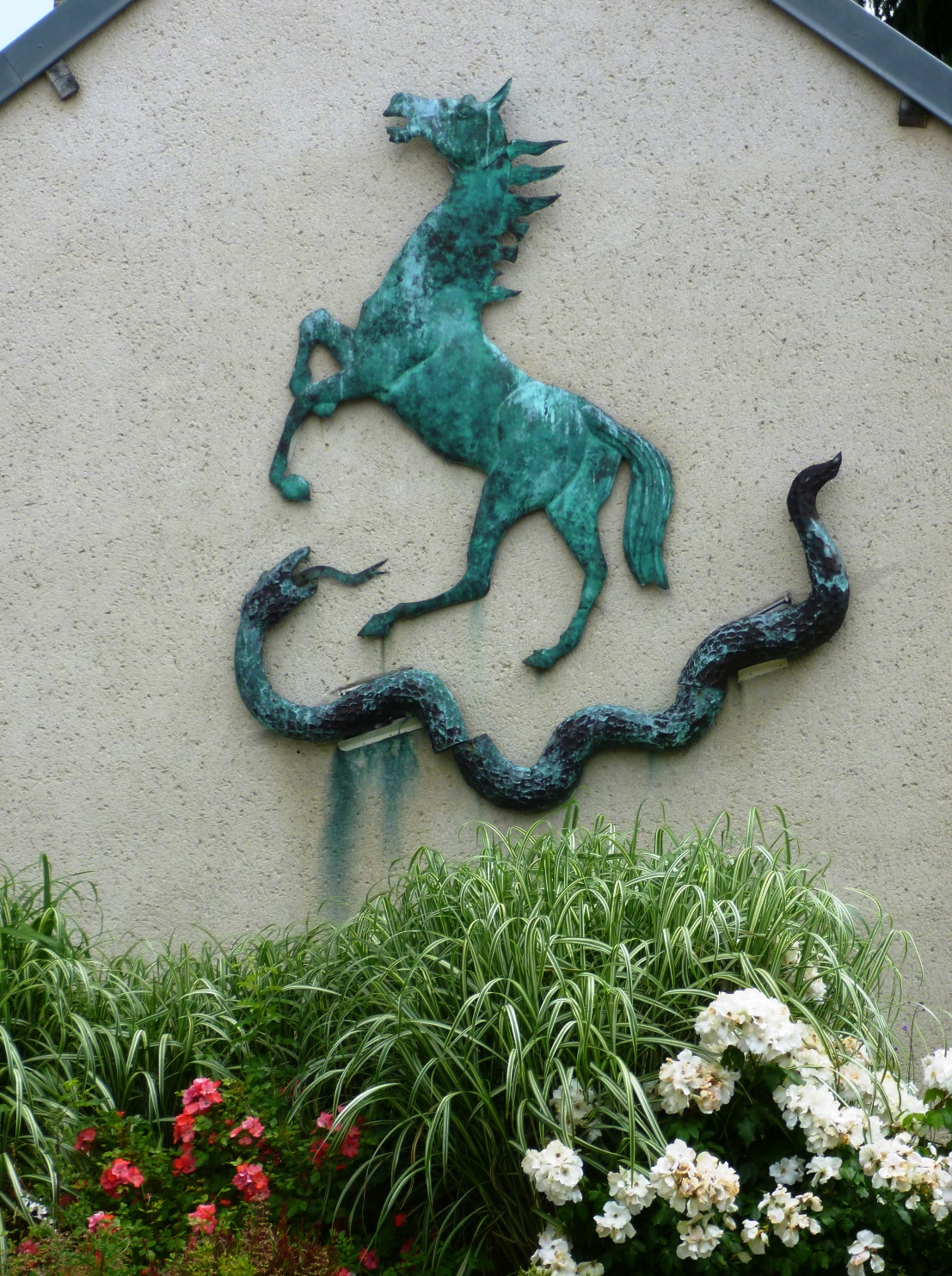
Jacquemart, (légende du trou du serpent).
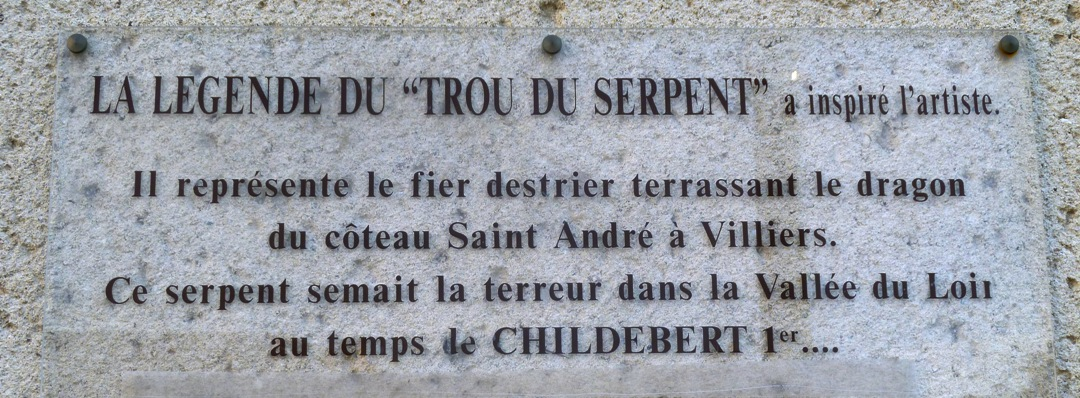
Le jacquemart, la légende.
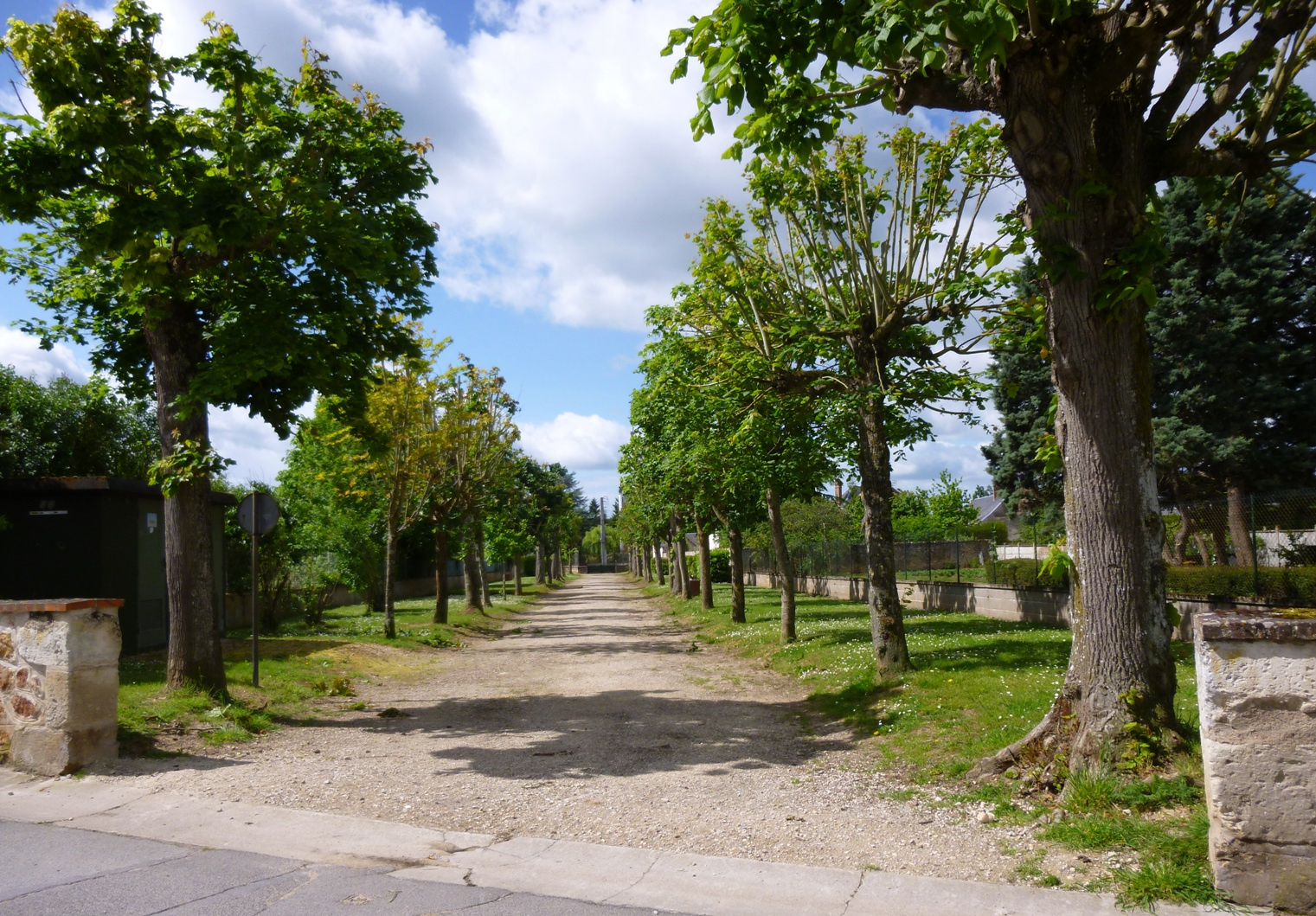
Allée de la Vallée.

### Patrimoine lié à l'eau
Le Dictionnaire du Vendômois publié entre 1912 et 1917 par Raoul de Saint-Venant et la Société archéologique, scientifique et littéraire du Vendômois (voir tome 4 pages 147 et ss) donne de nombreuses indications sur ce type de patrimoine :
Le territoire de la commune comprend une trentaine de puits à manivelle d'une profondeur variant de 8 à 40 mètres. Un premier puits artésien a été creusé en 1868 (143 mètres) sur  la propriété d'Ernest Fortier, alors maire. Un deuxième a été creusé vers 1875 sur le domaine de la Vallée. Un troisième, communal, a été creusé en 1888 (140 mètres), suivi d'un quatrième également communal.
La commune comptait trois lavoirs, un sur le Loir et deux alimentés par des puits artésiens. Le premier a disparu et les deux autres ne sont plus en fonction.
Un château d'eau avec puits artésien fut construit par M. Ernest Fortier sur sa propriété en 1868 pour son usage personnel. Il alimentait également le lavoir de « la muraille blanche ». Le surplus d'eau s'évacuait sur un fossé menant au Loir. Un château d'eau communal a été construit en 1936-1937. Il était alimenté par le puits artésien foré en 1888 et a permis la mise en service du réseau de distribution d'eau potable. Il a été remplacé par l'actuel, construit en 1968.
La commune dispose de deux plans d'eau :
- l'étang de Riotte intercommunal Naveil - Villiers, espace de 12 hectares dédié essentiellement à la pêche et à l'observation de la nature ;
- le plan d'eau du Vendômois intercommunal, aménagé à la suite des travaux de la ligne TGV Atlantique. Inauguré en 1990, d'une superficie de 16 ha sur une emprise de 23 ha, il offre diverses activités : voile, baignade, pêche…. Il bénéficie depuis 2010 du classement national Pavillon Bleu d'Europe qui est un label de qualité, relatif aux eaux de baignade.

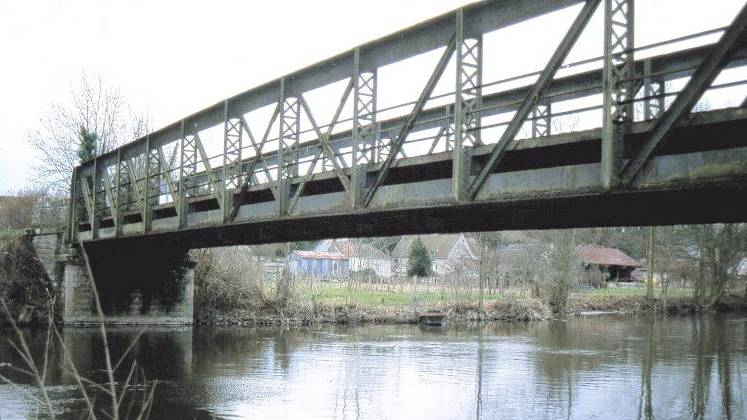
Pont métallique à Chantereine (1904).
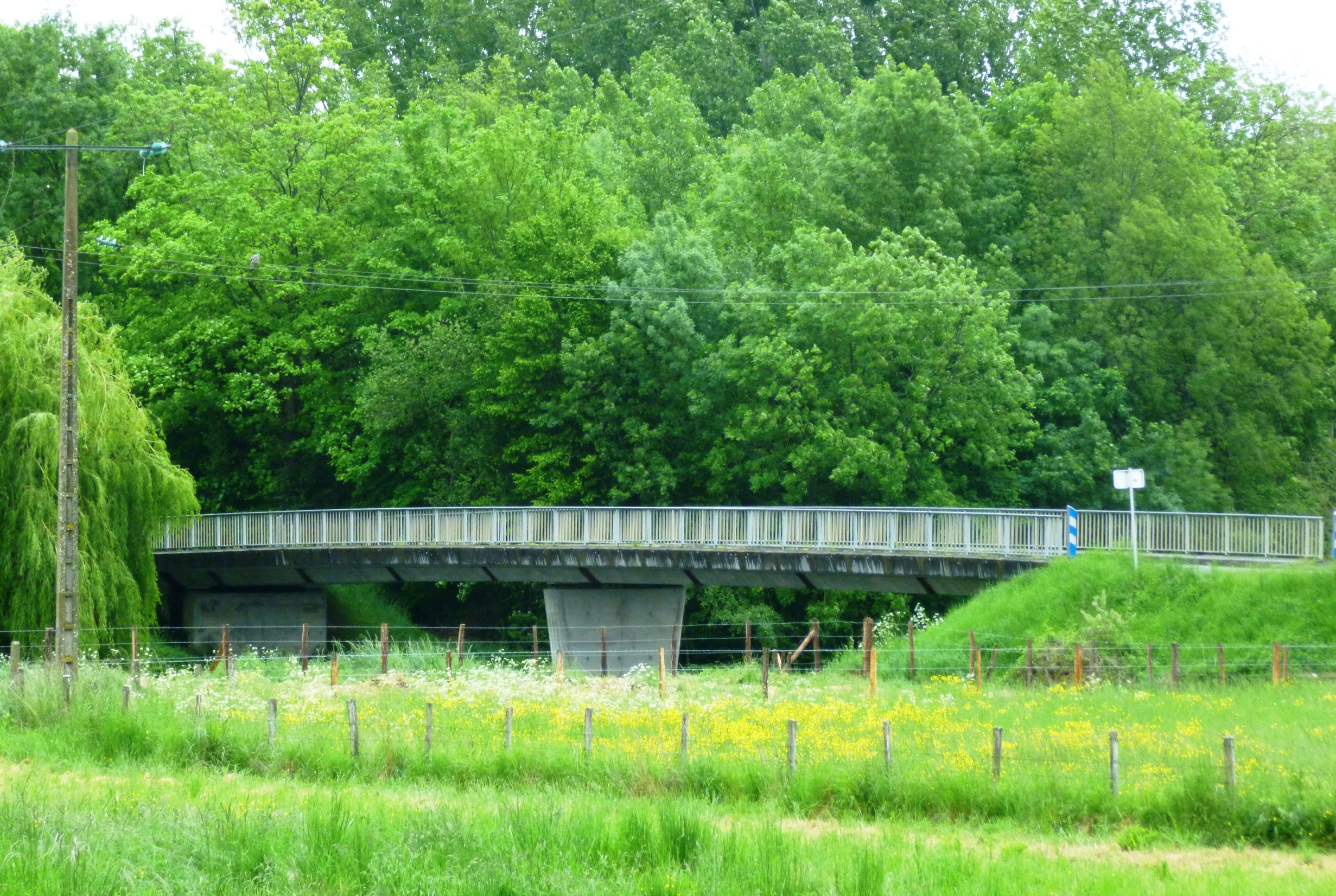
Pont de Chantereine, aujourd'hui.
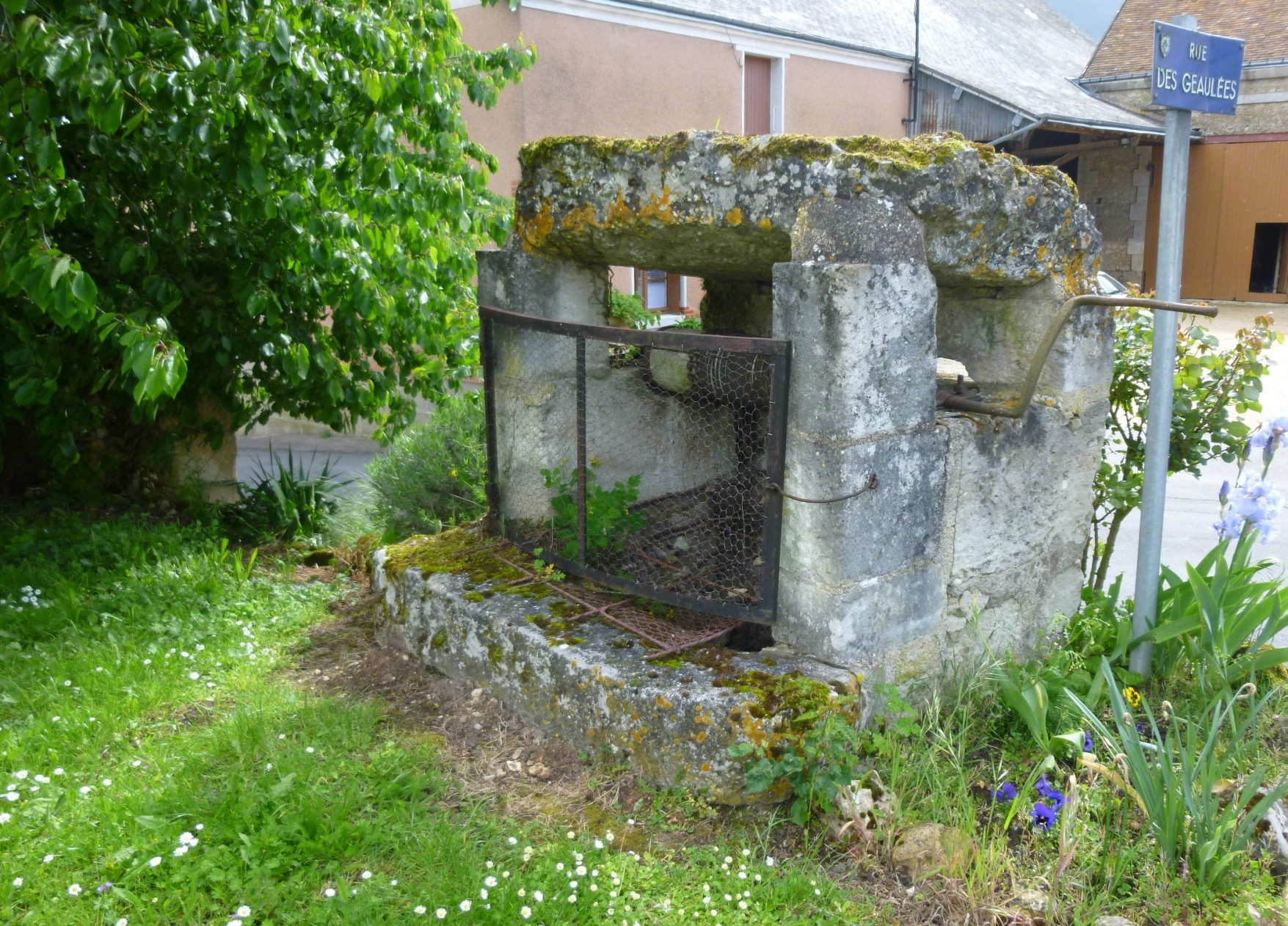
Puits de la Boissière.
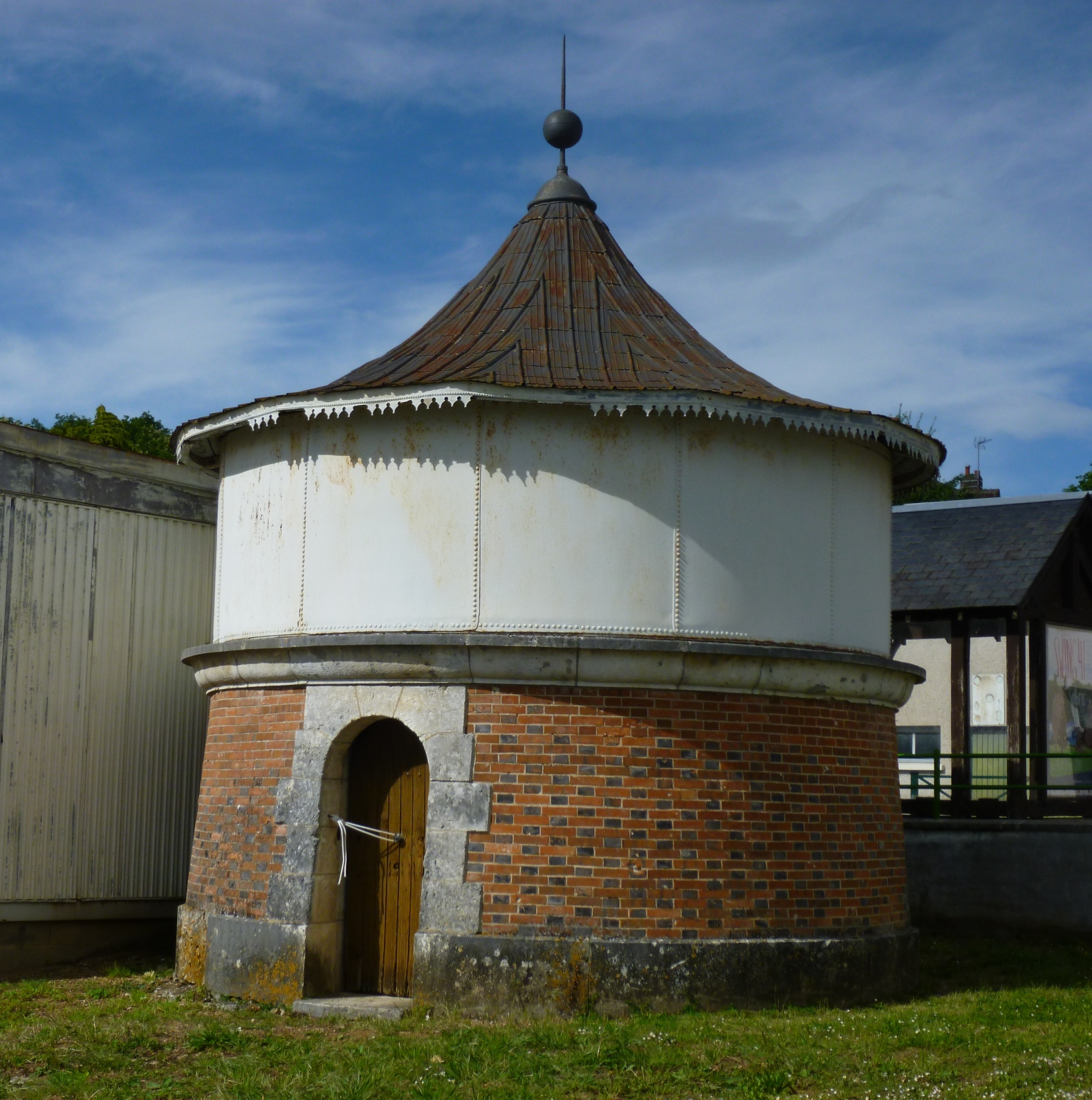
Citerne et puits artésien Fortier (1868), aujourd'hui.
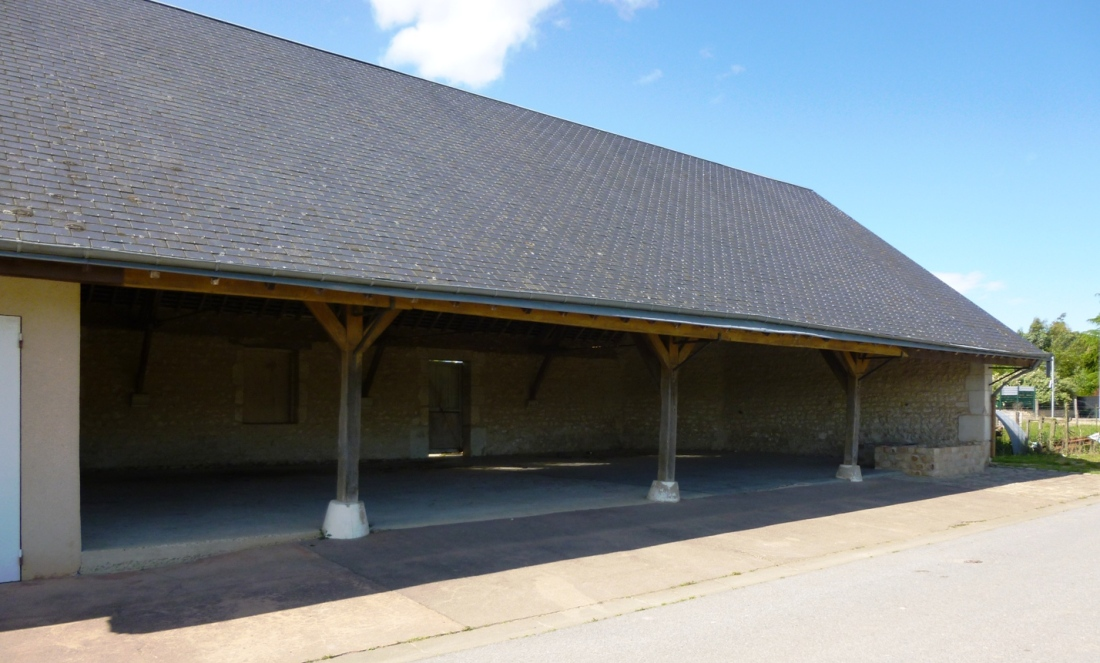
Lavoir de la Lampe.
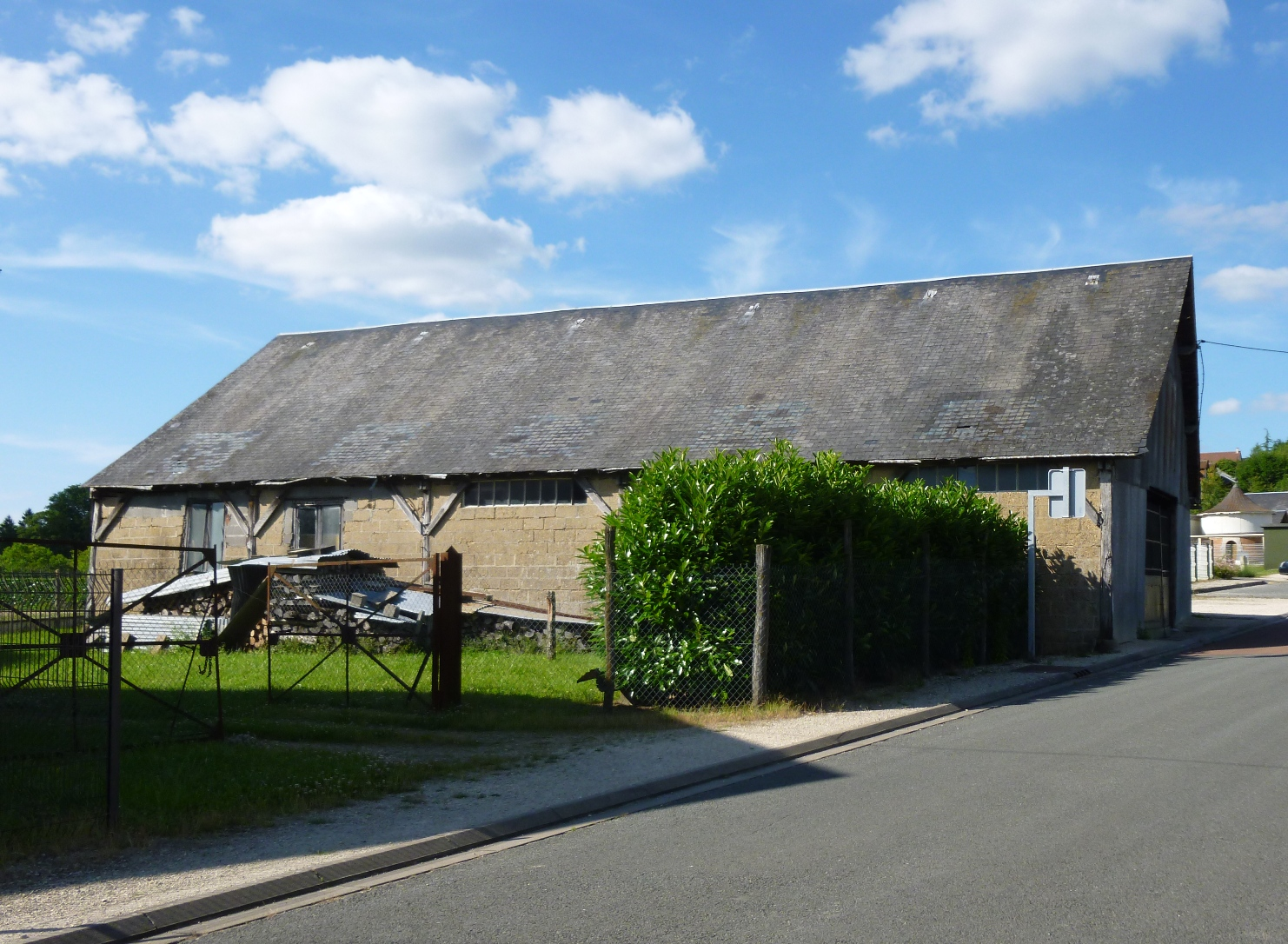
Lavoir de la Muraille blanche.

### Légende du trou du Serpent
Cette légende, très populaire, ainsi que d'autres relatives à des dragons en pays vendômois, a été relatée notamment par l'abbé Simon dans son Histoire de Vendôme et de ses environs parue en 1835 (pages 73 à 76). Au temps du roi mérovingien Childebert Ier qui résidait dans la région, un dragon terrorisait la population. Son repaire était une grotte creusée dans le rocher, vers Saint-André. Le roi ordonna à Brayanus, un de ses prisonniers, de tuer ce monstre en échange de sa liberté. Celui-ci, à bord d'un char aux roues équipées de longues lames d'acier bien aiguisées, lança son attelage à bride abattue alors que le monstre buvait à la rivière. Il le coupa en trois morceaux. C'est cette légende qui est représentée par un jacquemart installé dans le centre du village.

### Personnalités liées à la commune
- Anne Demerson (1786-1872), morte au château de la Berthelotière où s'était retirée.
- François, Charles, Léon SILLY (1808-1892) médecin, républicain et opposant au second empire[41]. Il est le fils du général Pierre Louis François Silly
- Abel Bergasse Dupetit-Thouars (1832-1890), officier de marine, héros du Pérou, inhumé au cimetière de Villiers, commune où se trouve la résidence familiale.
- Meven Mordiern (1878-1949), écrivain de langue bretonne, y passa son enfance.
- Nicolas Risler-Tournier (1827-1899), architecte, est mort au château de La Vallée.
- Yves Dartois (1901-1974), pseudonyme de Henri Jean Yves Ruelle, auteur de roman policier, de littérature d'enfance et de jeunesse et de littérature populaire. Il disposait d'une résidence secondaire à Villiers-sur-Loir.
- Irène Frain (1950), femme de lettres, romancière, journaliste et historienne, possède avec son mari une demeure familiale rue du Coudray[42].

## Héraldique
|  | Les armoiries de Villiers-sur-Loir se blasonnent ainsi : Parti d'azur et de gueules, aux deux chevrons jumelés renversés d'or brochant, accompagnés en chef d'une molette d'éperon d'argent brochant également, et en pointe de deux cimeterres aussi d'argent, garnis d'or, appointés en chevron renversé. Création J.P. Fernon (1995). |